# Oxydactyla alpestris
Oxydactyla alpestris és una espècie de granota de la família Microhylidae que viu a Papua Nova Guinea.